# Тълпа
Тълпата представлява голяма група от хора, повечето от които не се познават, струпани на дадено място. Тя е лесно манипулируема маса и политиците често се възползват от този факт. Ярък пример за това е Френската революция. Когато човек е част от тълпа, той е анонимен, престава да мисли за последствията и затова действията му стават радикални, задръжките падат, страхът изчезва.
Поведението на тълпата като такава се изучава от социалната психология.